# Cerchysiella koenigsmanni
Cerchysiella koenigsmanni är en stekelart som först beskrevs av Trjapitzin 1985.  Cerchysiella koenigsmanni ingår i släktet Cerchysiella och familjen sköldlussteklar. Inga underarter finns listade i Catalogue of Life.